# Liste der kubanischen Botschafter in Osttimor
Diese Liste führt die kubanischen Botschafter in Osttimor auf, soweit bekannt. Die Botschaft Kubas befindet sich in der Avenida de Portugal, Lirio, Motael,  Dili.

## Liste

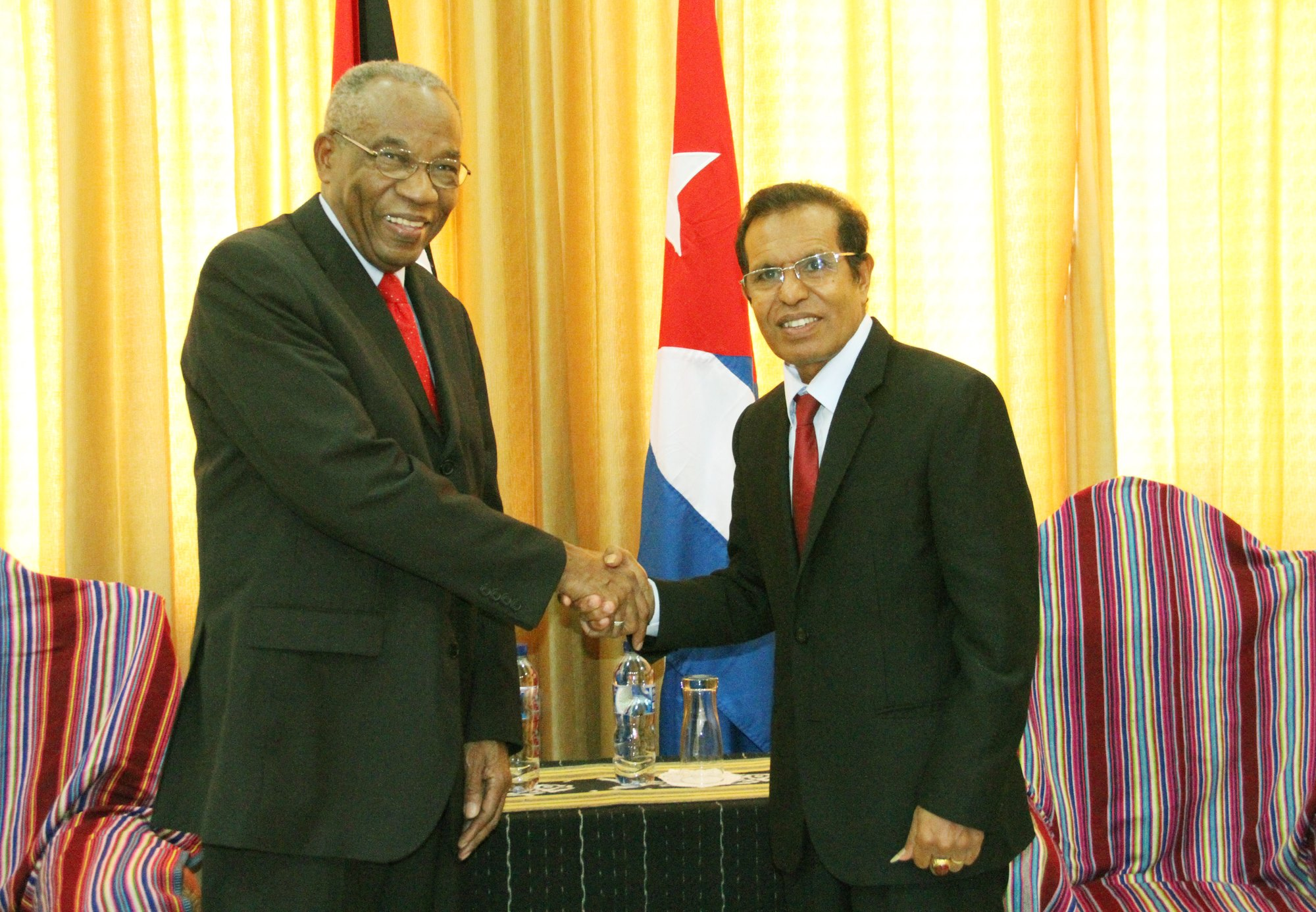
Oscar Genaro Coet Blackstock bei seiner Akkreditierung bei Präsident Taur Matan Ruak (2016)

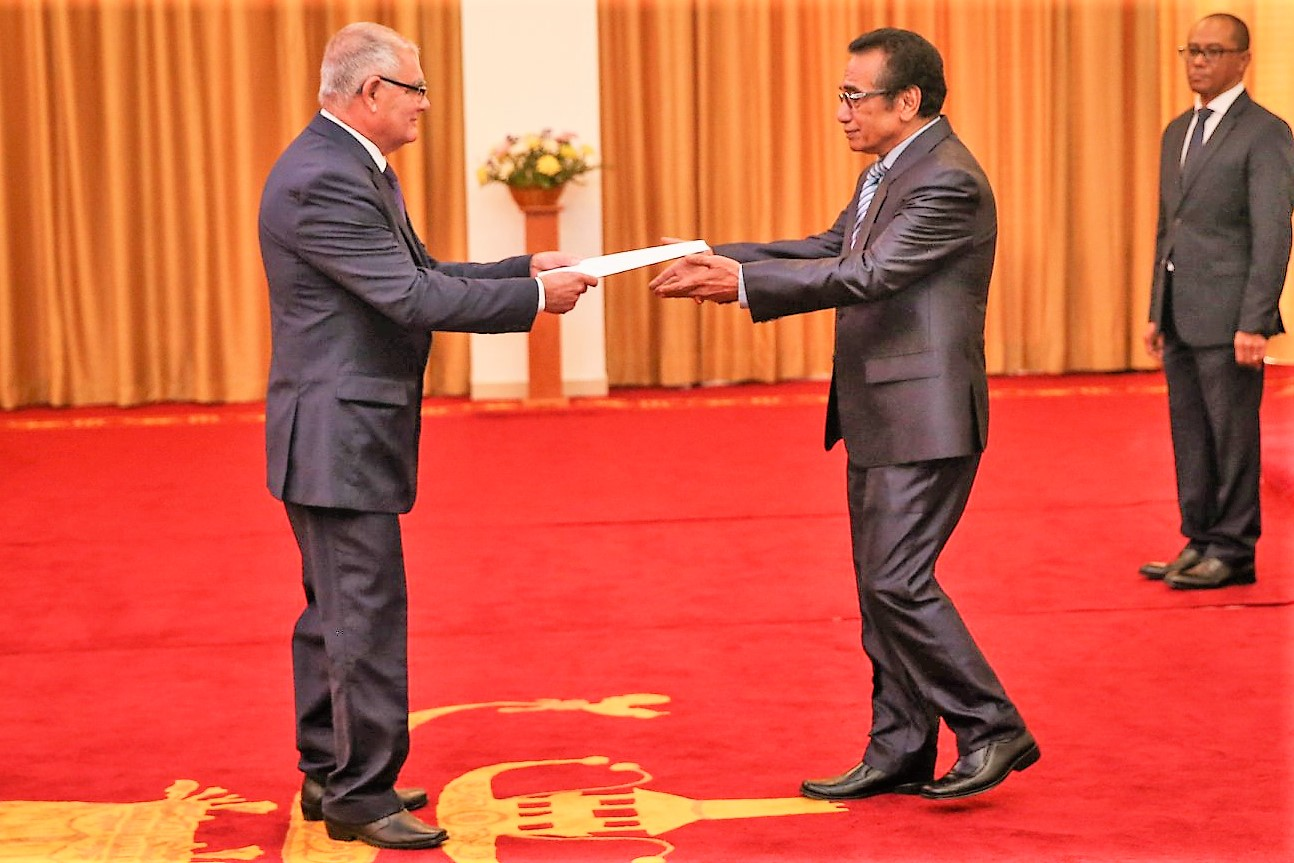
Omar Lauro Marreto Betancourt übergibt seine Akkreditierung an Präsident Francisco Guterres (2020)

| Foto                                            | Name                           | Amtszeit  | Anmerkungen                                                  |
| ----------------------------------------------- | ------------------------------ | --------- | ------------------------------------------------------------ |
|                                                 | Ramon Hernandes Vasquez        | um 2008   |                                                              |
|                                                 | Luis Julián Laffitte Rodríguez | bis 2016  | [ 3 ]                                                        |
| Botschafter Oscar Genaro Coet Blackstock (2016) | Oscar Genaro Coet Blackstock   | 2016–2019 | Akkreditierung: 29. Januar 2016 Dienstende: 29. Oktober 2019 |
|                                                 | Omar Lauro Marreto Betancourt  | 2020–2022 | Akkreditierung: 27. Januar 2020                              |
|                                                 | Grisel Alina Aldama Inniss     | seit 2023 | Akkreditierung: 1. Februar 2023                              |